# Condado de Barber
O Condado de Barber é um dos 105 condados do estado americano de Kansas. A sede do condado é Medicine Lodge, e sua maior cidade é Medicine Lodge. O condado possui uma área de 2 943 km² (dos quais 5 km² estão cobertos por água), uma população de 5 307 habitantes, e uma densidade populacional de 2 hab/km² (segundo o censo nacional de 2000). O condado foi fundado em 26 de fevereiro de 1867.